# Pluralismo cósmico
Pluralismo cósmico, la pluralidad de los mundos, o simplemente el pluralismo, es la creencia de que en diferentes «mundos» (planetas, planetas enanos o satélites naturales), además de en la Tierra (posiblemente un número infinito), se puede albergar vida extraterrestre.

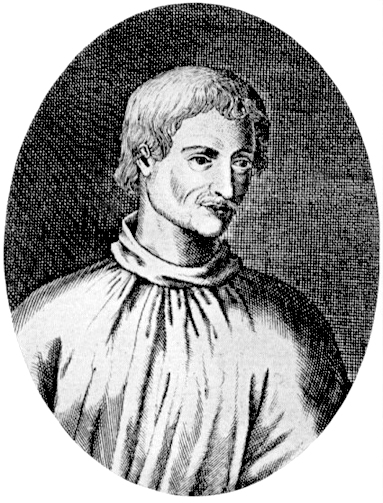
Una de las primeras imágenes de Giordiano Bruno, simpatizante del pluralismo cósmico, publicada en Alemania el 1715, basada en un retrato perdido.

El debate del pluralismo comenzó en la época de Anaximandro (610 a. C. -546 a. C.) como un debate metafísico, mucho antes de la Revolución de Copérnico de que la Tierra era uno de los numerosos planetas. El debate ha continuado, de diferentes maneras, hasta llegar a la actualidad.

## Debates en la antigua Grecia
En la antigua Grecia, el debate fue en gran medida filosófico y no se ajustaba a las nociones actuales de la cosmogonía. El pluralismo cósmico fue un razonamiento sobre la concepción del infinito y de la presunta cantidad de mundos habitables similares en universos paralelos (contemporáneos en el espacio o repetidos infinitamente en el tiempo) que en sistemas solares diferentes. Después de que Anaximandro abriera las puertas a un universo infinito, varios atomistas adoptaron una postura pluralista, concretamente Leucipo, Demócrito, Epicuro —cuya Epístola a Heródoto expone claramente la doctrina de los infinitos mundos— y Lucrecio que desarrolla esta idea en su obra: Naturaleza de las cosas. Anaxardo, que también creía en la existencia de infinitos mundos, se lo explicó a Alejandro Magno y lo hizo llorar, pues este ni siquiera había podido conquistar uno. Aunque estos eran destacados pensadores, sus oponentes —Platón y Aristóteles— obtuvieron mayor trascendencia. Sostenían que la tierra era única y  que no podía haber otros sistemas planetarios. Esta teoría fue respaldada por el cristianismo lo que llevó al pluralismo a desaparecer durante un milenio.

## Concepciones del Islam en la Edad Media
Diversos académicos musulmanes respaldaron la idea del pluralismo cósmico. El Imam Muhammad al-Baqir (676-733) escribió «Tal vez crees que Dios solo hizó este mundo y que no creó a más humanos aparte de ti. Bien, apuesto a que Dios creó miles y miles de mundos y miles y miles de seres humanos». Fakhr al-Din al-Razi (1149-1209), cuando aborda su concepción de la física y el mundo físico en su Matalib, critica la idea aristotélica y aviceniana de que la tierra es el centro del universo. En su lugar, mantiene que hay «mil mundos (alfa aldi awalim) aparte de la Tierra y que cada uno de esos planetas son más grandes y extensos, los cuales poseen todo lo que hay en este mundo». Para respaldar su argumento teológico, cita un versículo de los primeros capítulos del Corán, «Que toda alabanza sea para Dios, señor de todos los mundos», enfatizando el término «mundos» en el sura Al-Fátiha.
Otros dos versículos del Corán apoyan la idea de un Dios que es señor de múltiples mundos: 1:2 y 41:09. El verso del Corán 16:8 dice «Ha creado otras cosas de las que no tenéis conocimientos». 
El pluralismo cósmico fue escenificado en la literatura árabe. «Las Aventuras de Bulukiya», un cuento de Las mil y una noches, relata un cosmos compuesto por diferentes planetas, algunos más grandes que la Tierra y cada uno de ellos con sus propios habitantes.

## Científicos escolásticos
Con el tiempo, el modelo de Ptolemaico-Aristotélico fue cuestionado y el pluralismo reafirmado, primero, tímidamente, por los escolásticos y luego por los seguidores de Copérnico. El telescopio demostró que una multitud de formas de vida razonable y la manifestación de que Dios era omnipotente; sin embargo, diferentes opositores teólogos, mientras tanto, continuaban insistiendo que, aunque, la tierra hubiera sido desplazada del centro del universo, seguía siendo la única creación de Dios. Pensadores como Johannes Kepler estaban dispuestos a admitir la posibilidad del pluralismo, incluso sin creer en ello.

## Renacimiento
Giordano Bruno incorporó en sus obras la idea de infinitos mundos introduciendo las posibilidades de un universo prístino e indivisible Uno. Bruno (por boca de su personaje Filoteo) en su obra: Sobre el infinito universo y los mundos (1584) afirma que «innumerables cuerpos celestes, estrellas, planetas, soles y tierras pueden ser sensiblemente percibidos por nosotros y un infinito número de ellos puede ser deducido por nuestra razón».
El hecho de haberlo divulgado fue constitutivo de cargos por la Inquisición.

## Ilustración
Durante la revolución científica y más tarde durante la ilustración, el pluralismo cósmico se convirtió en una corriente mayoritaria. El libro de Bernard le Bovier de Fontenelle, Conversaciones acerca de la pluralidad de los mundos (en francés: Entreteins sur la pluralité des mondes) de 1686, fue una obra destacada de ese periodo, donde se especulaba sobre el pluralismo y se describía la nueva cosmología copernicana. El pluralismo también ha sido defendido por filósofos como John Locke, William Herschel e incluso por políticos como John Adams y Benjamin Franklin. Conforme se aplicaba un mayor rigor y escepticismo científico a la cuestión, esta dejaba de ser una cuestión filosófica y teológica para convertirse en una argumento astronómico y biológico.
El astrónomo francés Camille Flammarion uno de los principales defensores del pluralismo cósmico durante la segunda mitad del siglo XIX. Su primer libro, La pluralidad de los mundos habitados (1862) tuvo una gran acogida, con 33 ediciones en los primeros veinte años. Flammarion fue de las primeras personas en introducir la idea de que los extraterrestres eran alienígenas, y no simples variaciones de las criaturas terrestres.

## Pensamiento moderno
A finales de los siglos XIX y XX el término «pluralismo cósmico» quedó arcaico, ya que los conocimientos se diversificaron y la especulación sobre vida extraterrestre se centró en entes y observaciones particulares. Sin embargo, el debate histórico continúa teniendo un paralelismo moderno. Por ejemplo, Carl Sagan y Frank Drake, podrían considerarse «pluralistas» y los defensores de la hipótesis de la Tierra espacial, «escépticos modernos».
Sabios Islámicos como Abdullah Yusuf Ali recorren al Corán (42:29) para apoyar la presunción de vida en otros planetas: «Entre sus signos está la creación de los cielos, de la Tierra, y de las criaturas que a lo largo de ellas repartió». Este versículo usa la palabra «da’bbah», que designa a criaturas vivas en la superficie de un planeta.

## Lecturas complementarias
Ernst Benz (1978). Kosmische Bruderschaft. Die Pluralität der Welten. Zur Ideengeschichte des Ufo-Glaubens. Aurum Verlag. ISBN 3-591-08061-6. (posteriormente titulada "Außerirdische Welten. Von Kopernikus zu den Ufos")
- Datos: Q541598
- Multimedia: Cosmic pluralism / Q541598